# Augusta Blad

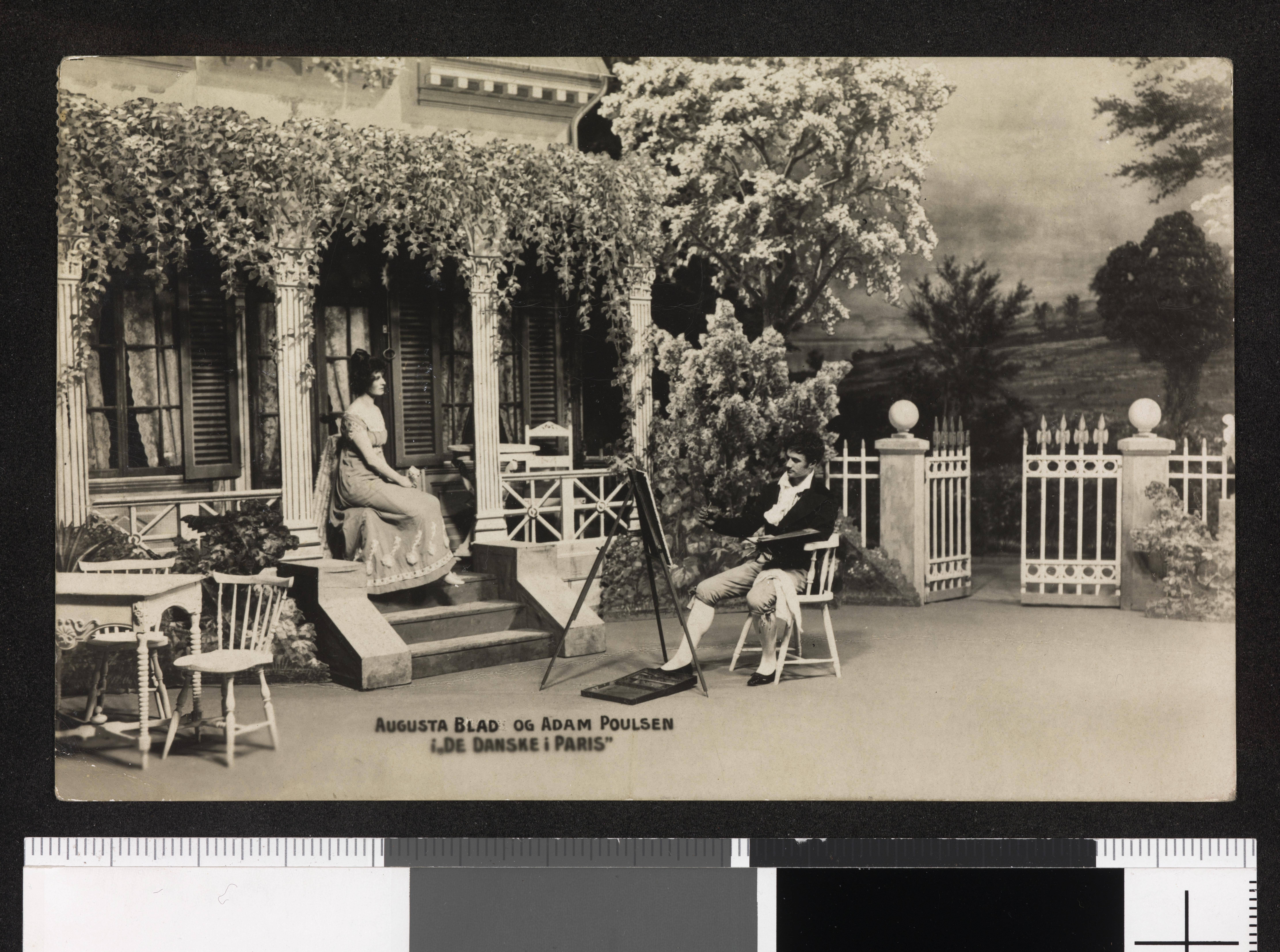
Augusta Blad y Adam Poulsen en De Danske i Paris

Augusta Blad (10 de enero de 1871 – 9 de noviembre de 1953) fue una actriz teatral y cinematográfica de nacionalidad danesa.

## Biografía
Nacida en Copenhague, Dinamarca, sus padres eran Caspar Frederik Sigfred Blad (1835-1902) y Louise Dorothea Rasmussen (1837-1917). Cursó estudios en la escuela del Teatro Real de Copenhague, debutando en dicho centro en 1892 con el papel de Sophie en la pieza de Adam Oehlenschläger Erik og Abel. Desde 1894 a 1910 actuó en el Dagmarteatret, volviendo después al Teatro Real, donde trabajó hasta 1950, y donde actuó junto a los mejores intérpretes de la época. Fue conocida por su excelencia con el repertorio de Oehlenschläger.
Debutó en el cine en 1911 actuando para Nordisk Film en la exitosa cinta Ved fængslets port, en la cual también actuaba por vez primera en el cine Valdemar Psilander. Fue una de las actrices más destacadas de Nordisk Film, actuando en una treintena de películas mudas para la compañía. En 1917 acompañó a Psilander a la productora fundada por el actor, que tras su muerte fue adquirida por Olaf Fønss. En dicha compañía rodó cuatro películas mudas. Rodó una única película sonora, la última de su cinematografía, Sommerglæder (1940).
Augusta Blad falleció en 1953 en Frederiksberg, Dinamarca, y fue enterrada en el Cementerio Mariebjerg, en Gentofte. En diciembre de 1899 se había casado con el actor Wilhelm Wiehe (1858-1916). El matrimonio fue anulado en 1904.
Por su trayectoria, recibió en 1934 el Premio Ingenio et arti.

## Filmografía
- 1911 : Det bødes der for, de August Blom
- 1911 : Ved fængslets port, de August Blom
- 1911 : Det mørke Punkt, de August Blom
- 1911 : Gennem Kamp til Sejr, de Urban Gad
- 1912 : Det gamle Købmandshus, de August Blom
- 1912 : Dødens Brud, de August Blom
- 1912 : Guvernørens Datter, de August Blom
- 1912 : Det berygtede Hus, de Urban Gad
- 1912 : Historien om en Moder, de August Blom
- 1912 : Kommandørens Døtre, de Leo Tscherning
- 1913 : Elskovs Magt, de August Blom
- 1913 : Fra Fyrste til Knejpevært, de Holger-Madsen
- 1913 : Under Mindernes Træ, de Holger-Madsen
- 1913 : Broder mod Broder, de Robert Dinesen
- 1913 : Manden med Kappen, de Robert Dinesen
- 1914 : Elskovsleg, de Holger-Madsen y August Blom
- 1914 : En stærkere Magt, de Hjalmar Davidsen
- 1914 : Et Læreaar, de August Blom
- 1915 : Ned med Vaabnene!, de Holger-Madsen
- 1915 : Evangeliemandens Liv, de Holger-Madsen
- 1915 : Kærlighedens Triumf, de Holger-Madsen
- 1915 : Barnets Magt, de Holger-Madsen
- 1916 : Filmens Datter, de Hjalmar Davidsen
- 1916 : En Søns Kærlighed, de Hjalmar Davidsen
- 1916 : Manden uden Fremtid, de Holger-Madsen
- 1916 : Penge, de Karl Mantzius
- 1917 : Gengældelsens Ret, de Fritz Magnussen
- 1918 : Du skal ære -, de Fritz Magnussen
- 1918 : Dommens Dag, de Fritz Magnussen
- 1918 : Livets Stormagter, de Alfred Cohn
- 1918 : Præsten fra Havet, de Fritz Magnussen
- 1919 : Mod lyset, de Holger-Madsen
- 1919 : Rytterstatuen, de A.W. Sandberg
- 1940 : Sommerglæder, de Svend Methling